# Myrmeleon (Myrmeleon) melanurus
Myrmeleon (Myrmeleon) melanurus is een insect uit de familie van de mierenleeuwen (Myrmeleontidae), die tot de orde netvleugeligen (Neuroptera) behoort. 
Myrmeleon (Myrmeleon) melanurus is voor het eerst wetenschappelijk beschreven door Navás in 1936.